# Saint-Jean-Brévelay
Koordinati: 47° 50’ 45" severne širine, 2° 43' 15" zahodne dolžine
Saint-Jean-Brévelay (bretonsko Sant-Yann-Brevele) je naselje in občina v severozahodnem francoskem departmaju Morbihan regije Bretanje. Leta 1999 je naselje imelo 2.600 prebivalcev.

## Geografija
Kraj leži v severozahodni francoski pokrajini Bretaniji, 25 km severno od Vannesa.

## Administracija
Saint-Jean-Brévelay je sedež istoimenskega kantona, v katerega so poleg njegove vključene še občine Bignan, Billio, Buléon, Guéhenno, Plumelec in Saint-Allouestre z 9.288 prebivalci.
Kanton je sestavni del okrožja Pontivy.

## Zanimivosti
- dolmen (koh koet),
- menhirji (Goh, Kerdramel, Lann Douar).

## Pobratena mesta
- Botley (Anglija, Združeno kraljestvo);